# Africada bilabial sonora
A africada bilabial sonora ([b͡β] no AFI) é uma consoante africada rara que é iniciada como uma parada bilabial [b] e liberada como uma fricativa bilabial sonora [β]. Não foi relatado que ocorra não-alofonicamente em nenhum idioma.

## Características
- Sua maneira de articulação é africada, o que significa que é produzida primeiro interrompendo totalmente o fluxo de ar, depois permitindo o fluxo de ar através de um canal restrito no local de articulação, causando turbulência.
- Seu ponto de articulação é bilabial, o que significa que está articulado com os dois lábios.
- Sua fonação é sonora, o que significa que as cordas vocais vibram durante a articulação.
- É uma consoante oral, o que significa que o ar só pode escapar pela boca.
- É uma consoante central, o que significa que é produzida direcionando o fluxo de ar ao longo do centro da língua, em vez de para os lados.
- O mecanismo da corrente de ar é pulmonar, o que significa que é articulado empurrando o ar apenas com os pulmões e o diafragma, como na maioria dos sons.

## Ocorrência
| Língua  | Língua                 | Palavra                | AFI                    | Significado            | Notas                                                         |
| ------- | ---------------------- | ---------------------- | ---------------------- | ---------------------- | ------------------------------------------------------------- |
| Banjun  | Banjun                 | [ exemplo necessário ] | [ exemplo necessário ] | [ exemplo necessário ] |                                                               |
| Inglês  | Cockney amplo          | rub                    | [ˈɹ̠ɐˑb͡β]               | Esfregar               | Alofone esporádico de /b/.                                    |
| Inglês  | Received Pronunciation | rub                    | [ˈɹ̠ɐˑb͡β]               | Esfregar               | Alofone raro de /b/.                                          |
| Inglês  | Scouse                 | rub                    | [ˈɹ̠ʊˑb͡β]               | Esfregar               | Possível alofone de sílaba inicial e final de palavra de /b/. |
| Shipibo | Shipibo                | boko                   | [ˈb͡βo̽ko̽]               | Intestino pequeno      | Possível realização de /β/.                                   |
| Ngiti   | Ngiti                  | abvɔ                   | [āb͡βɔ̄]                 | Vinha espinhenta       | Raramente [bβ] mais comumente [b̪v]                            |